# Gourmandises (chanson d'Alizée)
Singles de Alizée
Parler tout bas
(2001) J'en ai marre !
(2003)
Pistes de Gourmandises
Abracadabra À quoi rêve une jeune fille
Gourmandises est une chanson de la chanteuse française Alizée, chantée pour la première fois en 2001. Comme le troisième single de son premier album, également appelé Gourmandises, ce titre dispose d'une version single et d'une version instrumentale.

## Vidéo
La vidéo pour le single a été réalisée par Nicolas Hidiroglou et diffusée le 25 juillet 2001 sur  M6.
Elle a été nommée en 2002 lors du Prix EFD.
Dans la vidéo, Alizée se trouve dans un parc avec ses amis en train de prendre un pique-nique à base de bonbons et des fruits. Vers le dernier refrain de la vidéo, toutes les gourmandise se renversent, et Alizée et ses amis courent, jouent et rient ensemble. Toute la vidéo montre le bonheur.

### Analyse
Le clip vidéo de la chanson est évoqué dans le numéro Pourquoi les femmes ont-elles si faim ? du podcast Encore heureux produit par Binge Audio et animé par Camille Teste.

## Formats et listes de morceaux
Single (2000)
1. Gourmandises (04:16)

CD-Single (2001)
1. Gourmandises (04:16)
2. Gourmandises (Instrumental) (4:10)

CD-Maxi  (2001)
1. Gourmandises (Version Single) (04:10)
2. Gourmandises (Les Baisers Dance Mix) (08:25)
3. Gourmandises (Loup y es-tu? Groovy Mix) (06:30)
4. Gourmandises (Remix Gourmand) (05:35)

Gourmandises Remixées - 12" (2001)
Face A: 
1. Gourmandises (Les Baisers Dance Mix) (08:25)

Face B: 
1. Gourmandises (Version Simple) (04:10)
2. Gourmandises (Loup y es-tu? Groovy Mix) (06:30)

EP Digital (2025)
1. Single (04:13)
2. Les Baisers Dance Remix (08:29)
3. Loup y es-tu ? Groovy Mix [Edit] (06:34)
4. Loup y es-tu ? Groovy Mix (07:45)
5. Remix Gourmand (05:36)
6. Instrumental (4:09)

## Charts, certifications et ventes
| Chart (2001)                                  | Position |
| --------------------------------------------- | -------- |
| Belgique (Wallonie) Ultratop 40 Singles Chart | 21       |
| France SNEP Singles Chart                     | 14       |
| Annuel (2001)                                 | Position |
| France SNEP Singles Chart                     | 59       |

| Pays   | Certification | Ventes  |
| ------ | ------------- | ------- |
| France | Argent        | 174 000 |